# Рурська швидкісна велосипедна дорога (RS1)

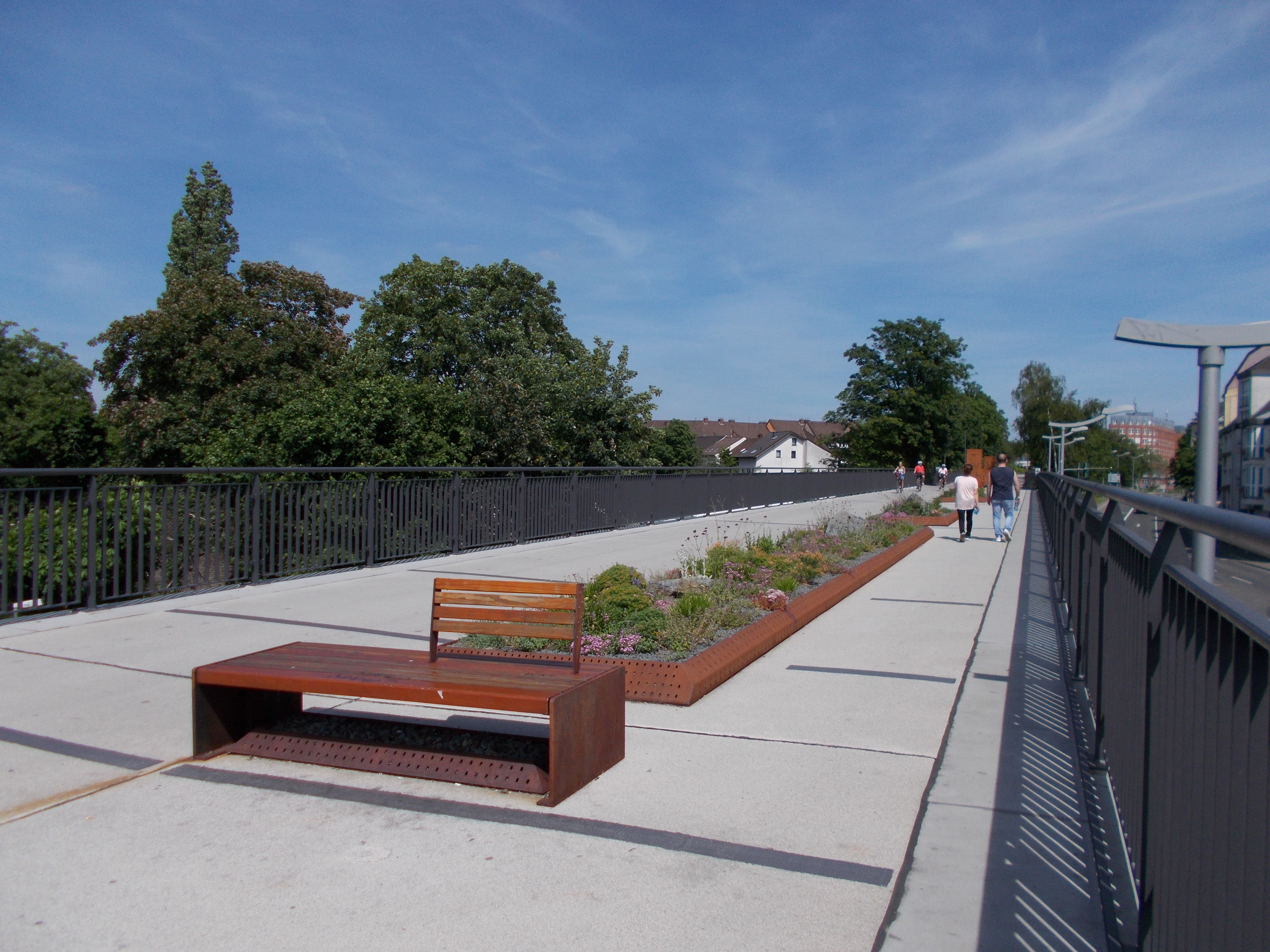
Високий променад в Мюльгаймі-на-Рурі

Рурська швидкісна велосипедна дорога RS1 (нім. Radschnellweg Ruhr (RS1)), також Рурська швидкісна велосипедна доріжка — одна з перших у Німеччині швидкісних велосипедних доріг, частково побудована, частково спроєктована, між Дуйсбургом і Гаммом у Рурі, що з'єднує всі його найважливіші населені пункти.

## Сучасний стан (березень 2020)
Нині побудована і використовується ділянка дороги між Західно-Рурським університетом прикладних наук у Мюльгаймі-на-Рурі і міською межею Ессена.
Дорожню розмітку нанесено тільки між Університетом прикладних наук і Рурським мостом, освітлення проведено біля центрального вокзалу Мюльгайма.
Від межі Ессена до кампусу Ессенського університету поки доступна гравійна пішохідна та велосипедна доріжка на залишку колишнього шляху Рейнської залізниці.

## Будівництво

### Планування
Міністерство транспорту Північного Рейну-Вестфалії задокументувало запланований маршрут на сайті radschnellwege.nrw [Архівовано 27 грудня 2020 у Wayback Machine.].

### Прогулянкова ділянка біля вокзалу Мюльгайма
Біля головного вокзалу Мюльгайма велосипедну дорогу об'єднано з міським променадом. Тут пішоходи мають перевагу перед велосипедистами, які мають спішитися й таким порядком пройти променад. З цього приводу Загальнонімецький велосипедний клуб (ADFC) опублікував сатиричний памфлет, у якому пропонує міст автобану № 40 у Дуйсбурзі зробити променадом.

### Казус Ельтингу
В Ельтингу (район Ессена) має бути знесено насип, яким планувалося прокласти швидкісну велодорогу і, замість цього, провести її над дахами будівель, що викликало не тільки критику і вимогу переглянути планування ділянки велосипедного шляху, але й узагалі скептичне ставлення до будівництва велодороги в цілому.

### Хроніка будівництва
| 2010              | Проєктування Регіональною асоціацією Руру (RVR)                                                                            |
| 2011              | На зборах асоціації прийнято рішення про будівництво і подано заявку на фінансування у Федеральне міністерство транспорту. |
| Жовтень 2012      | За фінансової підтримки Федерального міністерства транспорту проведено техніко-економічне обґрунтування проєкту.           |
| Вересень 2014     | Опублікування готового техніко-економічного обґрунтування                                                                  |
| 27 листопада 2015 | Відкриття ділянки між центральним залізничним вокзалом Мюльгайма і міськими межами Ессена.                                 |
| 23 жовтня 2017    | Затверджено ділянку біля головного вокзалу Мюльгайма по міському віадуку.                                                  |
| 15 травня 2019    | Відкриття ділянки руху по віадуку.                                                                                         |
| 7 лютого 2020     | Кинуто першу лопату землі під будівництво ділянки швидкісної велодороги в Ессені біля бульвару Бертольда Беца.             |